# Шилово (Никольский район)
Шилово — упразднённая деревня в Никольском районе Вологодской области России.
В рамках организации местного самоуправления с 2013 до 2022 гг. входила в Зеленцовское сельское поселение, с 1 января 2006 до 1 апреля 2013 года — в Милофановское сельское поселение. В рамках административно-территориального устройства включалась в Милофановский сельсовет.
Расстояние до районного центра Никольска по автодороге — 65 км, до центра муниципального образования Зеленцово по прямой — 7 км. Ближайшие населённые пункты — Высокая, Малиновка, Синицыно.
По данным переписи в 2002 году постоянного населения не было.